# Пуришев, Борис Иванович
Бори́с Ива́нович Пу́ришев (10 апреля 1903, Москва — 2 апреля 1989, там же) — советский литературовед, доктор филологических наук, специалист по немецкой литературе Средних веков, эпохи Возрождения, XVII и XVIII веков, профессор.

## Биография
Родился в Москве. Его дед, Иосиф Никитич, владел небольшой лавкой в Лубянском проезде, в доме, где теперь находится музей Маяковского. В магазине «Пуришевъ и сыновья» продавались формы для кондитерских изделий, часы, ёлочные и механические игрушки. Ёлочные игрушки привозил из рабочих поездок по Швейцарии и Германии отец Бориса Ивановича — Иван Иосифович (?—1914).
Окончил Реформаторское училище (немецкую школу). С 1922 года учился в Высшем литературно-художественном институте (ВЛХИ), который в начале 1920-х годов возглавлял В. Я. Брюсов, который принял непосредственное участие в формировании Пуришева как филолога, что сыграло огромную роль в его жизни и научном самоопределении. Был постоянным слушателем в семинаре Г. А. Рачинского. После окончания института в 1925 году был оставлен для подготовки к профессорской деятельности, а в 1926 году после закрытия ВЛХИ переведён в аспирантуру Института языка и истории литературы Российской ассоциации научно-исследовательских институтов общественных наук (РАНИОН), которую окончил в 1929 году. С того же года и до конца жизни был профессором на кафедре зарубежной литературы Московского государственного педагогического института (МГПИ, с 1990 года — МПГУ им. В. И. Ленина). Параллельно работал редактором «Литературной энциклопедии», читал лекции в Институте красной профессуры (1934—1938), Московском институте философии, литературы и истории (МИФЛИ) (1935—1941).
С началом Великой Отечественной войны вступил в ополчение. В октябре 1941 года попал в окружение под Вязьмой и оказался в немецком плену. В июне 1943 года бежал из плена и примкнул к киевскому подполью.
После освобождения Киева в ноябре 1943 года был исполняющим обязанности профессора в Киевском университете. С 1945 года преподавал в МГУ (до 1949 года), МГПИ, занимался научной работой в Институте мировой литературы Академии наук СССР (до 1956 года). В 1951 году защитил докторскую диссертацию на тему: «Прогрессивные традиции в немецкой литературе от средних веков до эпохи просвещения».
Был членом учебно-методических комиссий по литературе министерства просвещения РСФСР и министерства просвещения СССР. Член редколлегии серии «Литературные памятники». Участвовал в подготовке Большой советской энциклопедии (2-е и 3-е издания), Литературной энциклопедии и Краткой литературной энциклопедии. Из учеников и близких друзей Пуришева можно назвать А. А. Аникста, Ю. Б. Виппера, Н. М. Демурову, Н. П. Михальскую, З. И. Кирнозе, В. А. Лукова.
Сын — Иван Борисович Пуришев (1930—2013), профессор кафедры Истории архитектуры и градостроительства МАрхИ, архитектор-реставратор, заслуженный архитектор РФ, Почётный гражданин  города Переславль-Залесский. Похоронен 3 августа 2013 года на кладбище села Веськово под Переславлем-Залесским.

### Научная и преподавательская деятельность
Специалист в области изучения зарубежной литературы, в том числе и французской. Один из провозвестников историко-теоретического подхода в литературоведении. При этом Пуришев не заявлял о своей приверженности какому-либо литературоведческому методу, был в стороне от дискуссий о различных подходах в науке. Его интересовала проблема всемирной литературы в контексте культуры, и применительно к характеристике этого взаимодействия он одним из первых разработал ряд историко-теоретических понятий (барокко, рококо в литературе и др.), обратился к обширному пласту литературных явлений второго ряда (например, к малоизвестным немецким писателям XV—XVII веков), к тем великим писателям, которые осуществляли в своем творчестве художественный синтез (прежде всего — к Гёте, к писателям европейского Возрождения — Рабле, Шекспиру, в литературе XIX века — к де Костеру). Теоретическую сторону такого филологического подхода разработали соратники и многочисленные ученики Пуришева, составившие мощную научную школу, получившую название Пуришевской школы.
Пуришев является создателем первых хрестоматий для университетов по зарубежной литературе средних веков (1953), эпохи Возрождения (1940), XVII века (1940) и XVIII века (1970), выдержавших по несколько переизданий, а также хрестоматий по всемирной литературе XX века (1981, совместно с Н. П. Михальской). Благодаря тщательно разработанному научно-справочному аппарату эти книги целостно воссоздавали историко-литературный контекст эпохи и для нескольких поколений студентов-филологов оставались основными учебными пособиями по зарубежной литературе, заменяя редко издававшиеся соответствующие учебники. Автор вузовской программы по западно-европейской литературе от средних веков до XVII века (1952), отличавшейся широким культурологическим подходом к анализу художественных произведений и связи литературного творчества с другими видами искусства.
Переводчик Лев Гинзбург вспоминал:
Не только содержание его лекций, но и его речь, всегда настолько изысканная, отличавшаяся достоинством и благородством, внутренняя одухотворённость, весь его облик — всё как бы уводило в тот поэтический, зачарованный мир, который на языке учебной программы назывался «Западноевропейская литература средних веков и Возрождения».
Борис Иванович Пуришев похоронен на Леоновском кладбище в Москве (фото могилы).
С 1989 года на кафедре зарубежной литературы МПГУ ежегодно проводятся Пуришевские чтения.

## Труды

### Монографии
- Пуришев Б. И. Гёте. — М., 1931.
- Михайловский Б. В., Пуришев Б. И. Очерки истории древнерусской монументальной живописи со 2-й половины XIV века до начала XVIII века. — М.: Искусство, 1941. — 280 с. — 3000 экз.[5].
- Пуришев Б. И. Очерки немецкой литературы XV—XVII веков. — М., 1955. — научный труд, раскрывающий специфику литературного процесса в Германии в связи с явлениями культуры, политики и военными конфликтами, народными движениями[5].

### Учебные пособия
- Пуришев Б. И. Литература эпохи Возрождения. Идея «универсального человека». Курс Лекций. — М.: Высшая школа, 1996. — 366 с. — ISBN 5-06-002302-8.

### Хрестоматии
- Хрестоматия по западноевропейской литературе. Литература эпохи Возрождения и XVII в. М.: Учпедгиз, 1937
- Хрестоматия по зарубежной литературе. Литература средних веков (совм. с Р. О. Шор, 1953; 2-е перераб. и доп. изд. 1974—1975, 3-е изд. 2004) ISBN 5-06-004477-7
- Хрестоматия по западноевропейской литературе. Эпоха Возрождения (1947)
- Хрестоматия по западноевропейской литературе XVII века (1940; 2-е изд. 1949; 3-е испр. изд. 2002) ISBN 5-06-004111-5
- Хрестоматия по западноевропейской литературе XVIII века (1970)

### Переводы
Переводами Б. И. Пуришев сам занимался редко, предпочитал составлять хрестоматии, но когда «припирала нужда» — умел переводить и сам.
- Hans Sachs — (Ганс Сакс — «Сатана не пускает больше в ад ландскнехтов»)
- Christian Hoffmann von Hoffmannswaldau (1617—1679) — «Die Welt» (Христиан Гофман фон Гофмансвальдау — «Мир»)

| Что здешний мир и гул молвы крылатой? Что здешний мир и вся его краса? Неверный луч, глухим ущельем сжатый, На миг во мгле мелькнувшая гроза; Цветущий сад, терновником повитый, Нарядный дом, таящий скорбный стон, Приют рабов, для всех равно открытый, Могильный тлен, что в мрамор облачен, - Вот наших дел неверная основа, Кумир, что плоть привыкла возвышать. А ты, душа, за узкий круг земного Всегда стремись бестрепетно взирать. Оригинальный текст (нем.) Was ist die Welt und ihr berühmtes Glänzen? Was ist die Welt und ihre ganze Pracht? Ein schnöder Schein in kurzgefaßten Grenzen, Ein schneller Blitz bei schwarzgewölkter Nacht. Ein buntes Feld, da Kummerdisteln grünen; Ein schön Spital, so voller Krankheit steckt. Ein Sklavenhaus, da alle Menschen dienen, Ein faules Grab, so Alabaster deckt. Das ist der Grund, darauf wir Menschen bauen, Und was das Fleisch für einen Abgott hält. Komm, Seele, komm und lerne weiter schauen, Als sich erstreckt der Zirkel dieser Welt. Streich ab von dir derselben kurzes Prangen, Halt ihre Lust für eine schwere Last; So wirstu leicht in diesen Port gelangen, Da Ewigkeit und Schönheit sich umfaßt. — Х. Г. фон Гофмансвальдау; перевод Б. Пуришева |

### Мемуары
- Пуришев Б. И. Воспоминания старого москвича. — М.: Флинта, 1998. — 120 с. — ISBN 5-89349-035-5.